# 욘 엘스터

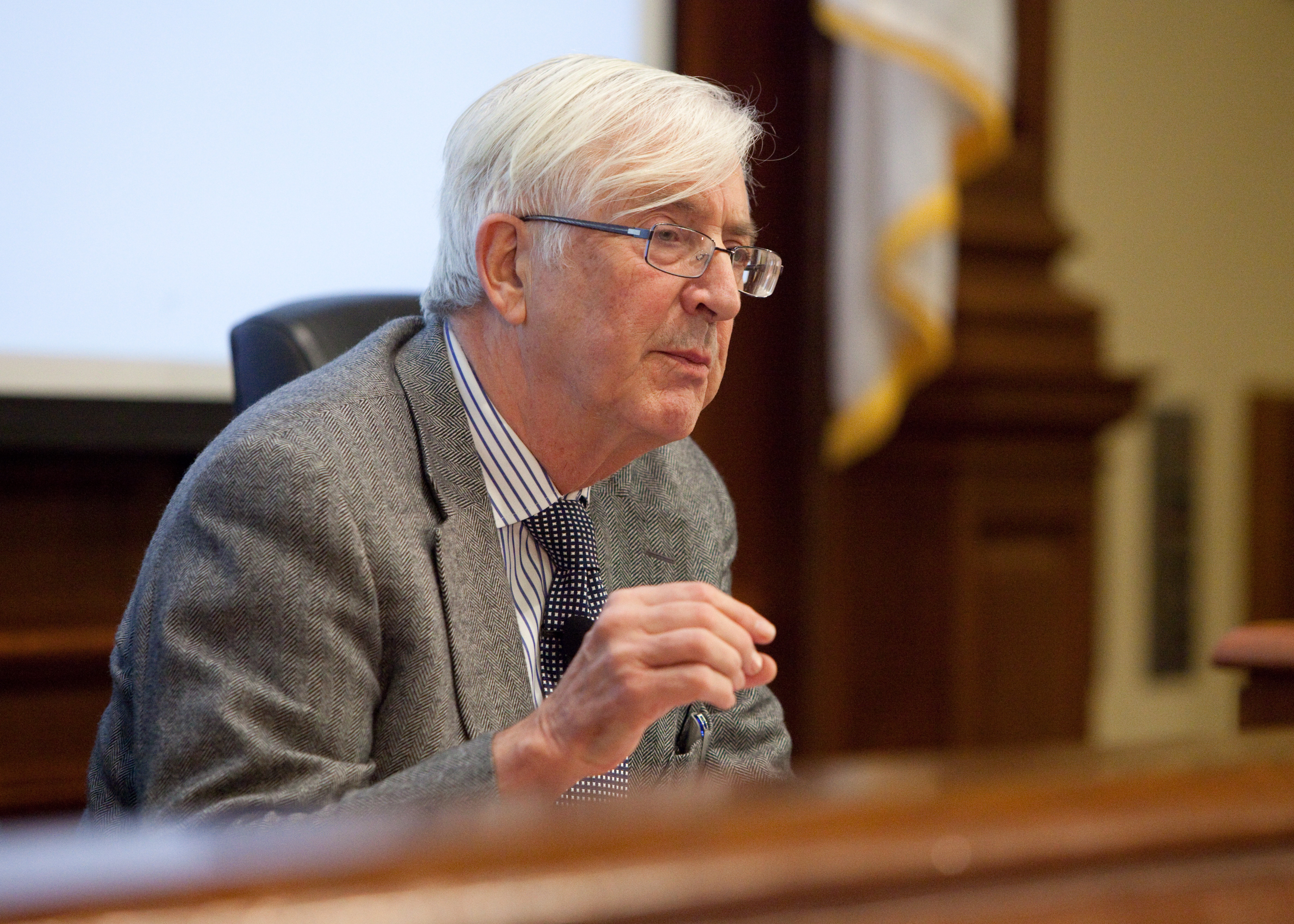

욘 엘스터(Jon Elster, 1940년 2월 22일 ~ )는 노르웨이의 사회정치 이론가로 사회과학과 합리적 선택 이론의 철학을 저술하였다. 그는 또한 분석마르크스주의의 두드러진 지지자로, 주로 행동적, 심리적 근거에 입각한 신고전파 경제학과 공공선택론의 비판자이기도 하다.
엘스터는 1972년 레몽 아롱의 지도 아래 카를 마르크스에 관한 논문으로 박사학위를 받았다. 엘스터는 오슬로 대학교, 시카고 대학교에서 가르쳤다.
엘스터의 글의 상당 부분은 분석적 이론, 특히 이성적 선택 이론을 문학과 역사에서 나온 수많은 예를 들어 철학적이고 윤리적인 분석을 위한 발판으로 사용하려는 시도가 특징이다. 엘스터는 방법론적 개인주의 위에 사회적 과학적 해명이 세워져야 한다고 강하게 주장하였다. 그는 다른 사회과학자들을 비판하면서, 게임 이론을 이용하여 마르크스주의에 기초를 주려 했다. 엘스터는 다양한 사회적 설명을 위해 합리적 선택 이론을 사용하려는 수많은 책을 썼다.

## 같이 보기
- G. A. 코헨
- 장 니코드 상